# Stuart Mayer

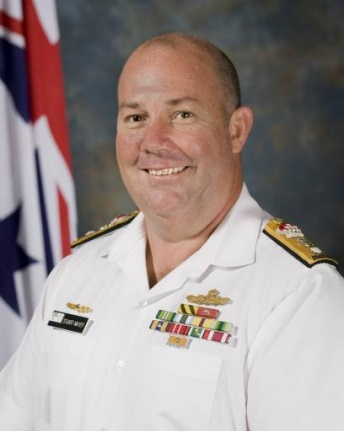
Stuart Mayer im Rang eines Kommodore (2012)

Stuart Campbell Mayer AO ist ein australischer pensionierter Vizeadmiral (Vice Admiral) der Royal Australian Navy.

## Werdegang
Mayer trat der Royal Australian Navy 1984 bei und wurde auf dem Patrouillenboot HMAS Gladstone und der Fregatte HMAS Darwin ausgebildet. Dem folgte eine Fortbildung zum Air Intercept Control und der Dienst an Bord der Lenkwaffenfregatten HMAS Canberra und HMAS Sydney. An Bord der HMAS Sydney war er Air Intercept Control Officer und Boarding Officer im Persischen Golf, während des Golfkriegs (1990/91).
1993 begann er eine Ausbildung zum Principal Warfare Officer und beendete sie 1994 mit Auszeichnung. Als Operations Officer der Combined Task Unit diente er auf der HMAS Adelaide im Rahmen der Operation Stabilise (16. September 1999 – 23. Februar 2000), als Teil der Internationalen Streitkräfte Osttimor (INTERFET). Im Januar 2000 wurde Mayer zum Commander befördert und in die Vereinigten Staaten als erster ADF-Kontaktoffizier zum US Joint Command in Norfolk entsandt. Nach seiner Rückkehr Mitte 2002 übernahm er das Kommando über die HMAS Canberra.
Im Juli 2004 folgte die Beförderung zum Kapitän zur See (Captain) und der Posten des Chief Staff Officer (Operations) im australischen Marinehauptquartier (MHQ). In dieser Zeit wurde er an das Hauptquartier der australischen Marineeinsatzkräfte (englisch Australian Maritime Deployable) abgestellt als Commander Task Group 58.1 – Northern Arabian Gulf Maritime Security Operations Commander. Nach sechs Monaten am Golf kehrte er im Oktober 2005 zum MHQ zurück. Im Januar 2007 hielt Mayer Vorlesungen am Australian Defence College für den Lehrgang Master of Arts in Strategic Studies. Im Dezember 2007 folgte das Kommando über die HMAS Anzac bis Mitte 2009, als er zum Kommodore befördert wurde und zum Kommandeur der International Stabilization Force (ISF) in Osttimor wurde. Den Posten hatte er, als erster nicht Angehöriger des Heeres, vom 24. Oktober 2009 bis zum 25. Februar 2010 inne.
Zurück in Sydney im April 2010 trat er seinen Dienst als Commodore Flotillas und später Commodore Warfare im Flottenhauptquartier an. Dem folgte der Posten des Director General Navy Capability Plans and Engagement beim Strategischen Marinekommando und dann als Stabschef, bevor Mayer im Juni 2014 zum Konteradmiral befördert und Kommandeur der australischen Flotte (englisch Commander Australian Fleet) und damit Oberbefehlshaber aller Schiffe, U-Boote, Flugzeugstaffeln, Taucherteams und Landeinrichtungen der Royal Australian Navy wurde. Er übergab das Kommando im Januar 2018 an Konteradmiral Jonathan Mead und wurde im März 2018 zum Leiter Streitkräfteplanung (Head Force Design) bei der Gruppe des stellvertretenden Chefs der Verteidigungskräfte (Vice Chief of the Defence Force Group) ernannt.
Im Juli 2019 wurde Mayer zum Vizeadmiral befördert und im gleichen Monat als Nachfolger von Generalleutnant Wayne Eyre zum Stellvertretenden Kommandeur des United Nations Command in Südkorea ernannt. Er war nach dem Kanadier Eyre erst der zweite Nicht-Amerikaner und der erste Australier auf diesem Posten in der 69-jährigen Geschichte des United Nations Command. Er übergab das Kommando im Dezember 2021 an den britischen Generalleutnant Andrew Harrison und trat 2022 in den Ruhestand. 
Mayer wurde 2017 für herausragende Dienste in der Royal Australian Navy, vor allem in wichtigen Führungspositionen, zum Officer des Order of Australia ernannt. Für seine Arbeit beim United Nations Command wurde er als Officer der Legion of Merit der Vereinigten Staaten ausgezeichnet.

## Sonstiges
Mayer hat einen Abschluss vom Centre for Defence and Strategic Studies des Royal Australian Navy Staff College, einen Bachelor der University of New South Wales, einen MBA der University of Southern Queensland, einen MA der Deakin University und einen Abschluss des Australian Institute of Company Directors (GAICD). Nach seinem Eintritt in den Ruhestand wurde er Partner der Unternehmensberatung Ernst & Young Australia.
Er ist mit Susanne Mayer verheiratet und hat mit ihr drei Söhne und eine Tochter. Früher spielte er Rugby, noch heute betreibt er in seiner Freizeit Segeln, Kayak fahren und Bushwalking.